# Metaphycus longipedicella
Metaphycus longipedicella is een vliesvleugelig insect uit de familie Encyrtidae. De wetenschappelijke naam is voor het eerst geldig gepubliceerd in 1994 door Si, Shi & Wang.